# Diferenční rovnice
Diferenční rovnice je rovnice pro neznámou posloupnost {\displaystyle (a_{n})_{n=1}^{\infty }}obsahující její diference.
Máme-li danou posloupnost {\displaystyle (a_{n})_{n=1}^{\infty }}, pak její (první) diference (zprava) je posloupnost definovaná jako
{\displaystyle \Delta a_{n}=a_{n+1}-a_{n}\,}.
Druhá diference je diference první diference:
{\displaystyle \Delta ^{2}a_{n}=\Delta a_{n+1}-\Delta a_{n}=(a_{n+2}-a_{n+1})-(a_{n+1}-a_{n})=a_{n+2}-2a_{n+1}+a_{n}}
Obecně k-tou diferenci definujeme jako
{\displaystyle \Delta ^{k}a_{n}=\Delta (\Delta ^{k-1}a_{n})=\Delta ^{k-1}a_{n+1}-\Delta ^{k-1}a_{n}\,}.

## Vztah k rekurentním rovnicím
Lineární rekurentní rovnice lze jednoznačně převést na (tzv. přidružené) diferenční rovnice a naopak; někteří autoři používají tyto dva pojmy zaměnitelně. Například, diferenční rovnice
{\displaystyle 3\Delta ^{2}a_{n}+2\Delta a_{n}+7a_{n}=0\,}
je ekvivalentní přidružené rekurentní rovnici
{\displaystyle 3a_{n+2}-4a_{n+1}+8a_{n}=0\,}.